# Шарый-Богунский, Антон Саввович
Анто́н Са́ввович Ша́рый-Богу́нский (настоящая фамилия Ша́рый) (укр. Антоній Савович Богунський (Шарий), (16 января 1899, с. Погорелое Веремеевской волости Золотоношского уезда Полтавской губернии — 31 июля 1919, Кременчуг) — участник гражданской войны на Украине, украинский советский военачальник, один из организаторов повстанческих отрядов, комбриг Украинской советской армии, поднявший в апреле 1919 антибольшевистское восстание.
Один из самых юных красных полководцев Гражданской войны.

## Биография
Антон Шарый-Богунский принадлежал к переяславско-золотоношской ветви старинного запорожского казачьего рода Ша́рых. По сохранившемуся семейному преданию Шарые или Шаренко ведут своё начало от одного из польско—литовских рыцарей, воевавших с татарами в XIV веке. За польское происхождение фамилии говорит и то, что «szary» («ша́рый») в переводе с польского означает «серый». Хотя таким же словом запорожские казаки называли и конскую масть (шарая).
Родился в крестьянской семье. Окончил церковно-учительскую школу. Затем перебрался в Киев, плавал матросом на пароходе «Чернигов», одновременно обучался в Киевском речном училище. Сдал экстерном экзамены за курс гимназии и вступил в Киевский коммерческий институт.
В начале 1917 года Шарый А. С. поступил на службу в русскую армию вольноопределяющимся. Участник Первой мировой войны.
В мае 1917 вступил в партию большевиков и стал её активным функционером. С апреля 1918 — член КП(б)У.

## Участие в гражданской войне
В 1917—1918 сражался против вооружённых формирований УНР. Был назначен управляющим делами Украинского советского правительства — Всеукраинского Центрального Исполнительного комитета (ВУЦИК).
В апреле 1918 в качестве представителя Черкасского комитета Киевской губернской парторганизации Шарый А. С. участвовал в Таганроге в совещании отступивших с Украины большевиков по организации восстания против австро-германских оккупантов и их союзников.
С мая 1918 по заданию «Повстанческой Девятки» находился на подпольной работе в Золотоношском уезде. Летом того же года А. С. Богунский — один из руководителей восстания украинского крестьянства против австро-германских войск. Организовал вооружённый отряд и вывел в «нейтральную зону» около 600 повстанцев, составивших позже основу 1-й Украинской советской дивизии 1-й Украинской советской армии.
В ноябре 1918 вновь был направлен на подпольную работу в Полтавскую губернию. В январе 1919 г. объединил и возглавил Золотоношские повстанческие отряды, которые вели борьбу против петлюровских войск и интервентов.
В начале 1919 года взял себе псевдоним Богунского в память об Иване Богуне, легендарном запорожском полковнике, сподвижнике Б. Хмельницкого и герое казацкой освободительной войны против поляков. В марте 1919 г. — назначен комбригом Особой Приднепровской бригады Украинского фронта. По заключению Высшей военной инспекции Украины, возглавляемая А. С. Шарым-Богунским бригада, насчитывавшая более 5 тысяч штыков и имевшая свой бронепоезд, успешно воевала с белыми в центральной Украине, отличалась боевым духом, однако имела отчётливую украинскую национальную окраску.
В начале 1919 ставший уже легендарным в народной среде Левобережной Украины, юный красный военачальник Антон Шарый-Богунский выступил с позиций украинских национал-коммунистов против политики большевистского правительства Х. Г. Раковского. В апреле 1919 он подписал воззвание «К крестьянам и рабочим Украины» созданного в Сквире Всеукраинского революционного комитета, который позже организовал здесь Повстанческий Совет и Главный штаб повстанческих войск Украины, предъявивший ультиматум правительству УССР.
В воззвании, в частности, говорилось:

Эти господа назвали себя «коммунистами» и начали грабить бедное население Украины и вывозить всё со спекулятивными целями в Россию. Таким образом, мы оказались под пятой разных присланных к нам комиссаров, которые ведут себя у нас ещё хуже, чем царские приставы. Наконец, терпение народное оборвалось и началось восстание. Во главе восстания встал Всеукраинский революционный комитет (Ревком) и Главный военный революционный штаб… Мы добиваемся следующего: Украина должна быть национально-культурно и экономически независимою. Что же касается федерации, то она должна быть добровольною, то есть без всякого принуждения и гнёта со стороны других наций… Вся власть на местах принадлежит рабоче-крестьянским советам, а в центре Совету советов без всякой партийной диктатуры… Для нас нет партии, а есть классовые интересы крестьянства и рабочих… Власть на Украине должна состоять из местных людей, то есть украинцев (всех живущих на Украине), нам не нужны оккупанты и спекулянты на коммунизме… Советская Россия нам должна помогать, но по нашему согласию и без вмешательства в наши собственные дела… Коммуны силою никто не должен насаждать… Никто не имеет права издеваться над верой народа…— «Записки о Гражданской войне» бывшего командующего Украинским фронтом В. Антонова-Овсеенко.
Отдельные части его Приднепровской бригады выступили против большевиков, приняли участие в восстании Н. Григорьева
А. С. Шарый-Богунский был арестован и в июле 1919 г. по личному приказу Троцкого расстрелян ЧК «за дезертирство с фронта».
Расстрел любимого бойцами комбрига вызвал стихийное выступление против Советской власти в одном из полков его бригады, который снялся с боевых позиций и двинулся на Полтаву и Кременчуг, по пути громя все тюрьмы и отделы ЧК. Через некоторое время восставший полк Лопаткина был уничтожен большевистскими войсками.
С целью предания забвению в народной памяти имени комбрига Шарого-Богунского советскими вождями был создан легендарный образ другого участника Гражданской войны на Украине, Николая Щорса.
Постановлением КГБ СССР от 29 апреля 1990 года уголовное дело в отношении А. С. Шарого было прекращено в связи с отсутствием состава преступления.